# تاریخ آل‌سلجوق
کتاب تاریخ دولت آل سلجوق یا زبده النصره و نخبه العصره اثری تلخیص شده از کتاب مفصل تر ((نفثه المصدورفی فتور الزمان الصدور و صدور زمان الفتور)) متعلق به قرن ششم هجری و نوشته انوشیروان بن خالد، وزیر شهیر دوره سلجوقی است. این کتاب از منابع مهم و دست اول در شناخت تاریخ دوره سلجوقیان و به خصوص تاریخ سلجوقیان عراق محسوب می شود.

## درباره نویسنده
انوشیروان بن خالد بن محمد کاشانی، از دیوانسالاران و وزرای مشهور اواخر دوره سلجوقی، در سال 459 هجری در ری زاده شد. پس از تحصیل در بغداد در محضر خواجه نظام الملک دیوانداری و دبیری آموخت. هندوشاه نخجوانی در تجارب السلف حتی از هم نشینی و هم صحبتی انوشیروان بن خالد با نظام الملک سخن گفته است. 
پس از مرگ خواجه نظام الملک و ملکشاه (485 هجری)، تنش های گسترده ای بر سر جانشینی در می گیرد که در یک قطب آن برکیارق، فرزند ملکشاه قرار می گیرد. انوشیروان بن خالد که ارادت و دلبستگی خاصی نسبت به مویدالملک بن نظام الملک( که در آن ایام عهده دار منصب وزارت برکیارق است) دارد، در دستگاه دیوانی او مشغول به خدمت می شود. پس از قتل موید الملک در 494 هجری، انوشیروان بن خالد نیز به مدت سه سال در بصره در انزوا روزگار می گذراند. تا اینکه با مسلم شدن حکومت بر محمد بن ملکشاه (498 هجری) دوباره به دستگاه دیوانسالاری فراخوانده شده و ابتدا متصدی خزانه سلطان و پس از مدتی مسئول دیوان عرض می گردد. در آغاز دوران جانشین محمد بن ملکشاه یعنی محمود بن محمد، اموال انوشیروان بن خالد مصادره می شود. اما پس از مدتی سلطان در دیدگاه خود تجدید نظر کرده و وی را به مقام وزارت می رساند. در نهایت در اثر دسیسه چینی های وزیر معزول، انوشیروان بن خالد دوباره برکنار می شود و راه بغداد را در پیش می گیرد تا باقی عمر خود را در آن سپری کند. او پس از مدتی وزارت در دستگاه خلافت المسترشد عباسی، در سال 532 درگذشت.

## مشخصات کتابشناختی
کتاب انوشروان بن خالد سه بار به تحریر درآمده اما از اثر اولیه، یعنی نفثه المصدور، نسخه ای موجود نیست. عماد اصفهانی که از ادبای اواخر قرن ششم بود، نقثه المصدور را به عربی برگرداند، مواردی از جمله تاریخ سلاجقه از سال 521 تا سال 569 بر آن افزود و نام نصره الفتره و عصره الفطره را بر کتاب گذاشت. سپس فتح بن علی بنداری، از ادبای قرن هفتم که به عماد نیز ارادت داشت، تلخیصی از کتاب عماد را در 623 هجری به نام زبده النصره و نخبه العصره به تحریردر آورد و به پادشاه دمشق اهدا کرد. نسخه ای که امروز در دسترس قرار دارد، خلاصه بنداری از ترجمه عربی عماد است. در کنار نسخه اصلی نفثه المصدور نجم الدین ابوالرجا قمی نیز که از مترسلین و مستوفیان قرن ششم بود، در آن دوران ذیلی بر نفثه المصدور نگاشت و بازمانده حوادث را از زمان وزرات انوشیروان بن خالد تا سال 584 هجری قمری پی گرفت؛ این کتاب به نام تاریخ الوزرا شناخته می شود. 
طبع های جدید این کتاب به ترتیب توسط هوتسما در 1889، 1920 و 1974 در قاهره و سال 1356 با ترجمه فارسی و با نام "تاریخ سلسله سلجوقی" توسط محمد حسین جلیلی در ایران صورت گرفته است.

## اهمیت تاریخی و ادبی
کتاب انوشیروان بن خالد منبعی دست اول در شناخت دوره سلجوقی از آغاز تا سالهای پایانی قرن ششم است. نویسنده که خود شاهد بسیاری از رویدادها بوده، از برخی نقاط تاریک سلسله سلجوقی که در دیگر منابع هم عصر به آن پرداخته نشده، پرده برداشته و سعی در نقل بی قصد و غرض وقایع دارد. بنابراین سبک کتاب در حیطه تاریخنگاری رسمی درباری طبقه بندی نمی شود. کتاب در بخش مربوط به ابتدای کار سلجوقیان و دوره طغرل و الب ارسلان مختصرتر است اما به تدریج با ورود بیشتر انوشیروان بن خالد به دستگاه دیوانسالاری مفصل تر می گردد. همچنین کتاب از نظر بررسی اصطلاحات و مناصب دیوانی نیز سودمند است؛ وجود مقام های اداری ای چون وکیل در یا امیربار تنها دراین کتاب برای اولین بار دیده می شود.
اثر انوشیروان بن خالد علاوه بر اهمیت تاریخی امروزینش، در دوران خود اثری قابل توجه از نظر ادبی محسوب می شد. سعد الدین وراوینی، مولف مرزبان نامه، نفثه المصدور را همتای آثار بزرگ ادبی ای چون کلیله و دمنه، سندبادنامه و ترجمه تاریخ یمینی دانسته و این اثر را ((سخن ایجازی که از باب اعجاز است)) توصیف می کند. اگرچه که  تلخیص بنداری از کتاب موجب خالی شدن اثر از بسیاری از ظرایف ادبی و نثر متکلف عماد اصفهانی و انوشیروان بن خالد شده و از ارزش ادبی آن کاسته است، اما ارزش تاریخی کتاب محفوظ مانده و خوانش آن را برای پژوهشگران آسانتر می کند.